# الهادي محمد بن المتوكل
الهادي محمد بن المتوكل (توفي في 10 يناير 1844) إمام الدولة الزيدية في اليمن من 1840 إلى 1844.
كان محمد نجل الإمام المتوكل أحمد (توفي عام 1816). شغل مكانة بارزة في بلاط ابن أخيه المنصور علي. عندما أطيح الأخير من قبل الناصر عبد الله وضع مع محمد في الحبس. بعد مقتل الناصر محمد عام 1840 أطلق سراحه ونصب إماما متخذا اسم الهادي محمد. في نفس العام انسحبت القوات المصرية التي كانت متواجدة في الأراضي المنخفضة (تهامة) منذ عام 1833 من اليمن. بدلا من ذلك تولى رئيس أبو عريش الشريف حسين بن علي بن حيدر (توفي عام 1851) السلطة في تهامة متحالفا مع عيض رئيس عسير. الظروف الجامحة في الأراضي المنخفضة أدت إلى تآكل الاقتصاد في المدن الساحلية مثل المخا والعديد من سكان المدن هاجروا إلى عدن البريطانية. تمكن الهادي محمد من استرداد المخا وتعز في عام 1841. سأل مرارا السلطات البريطانية في عدن تقديم المساعدة لاستعادة حقه في أراض تعود إلى الدولة الزيدية. رفض البريطانيون هذا وفي عام 1843 عين الباب العالي رسميا حسين باشا على المناطق الخاضعة لنفوذه. في الواقع حسين حكم وفقا لإرادته. افتقد الهادي محمد للموارد للتحرك ضد هذا الأخير وتوفي في عام 1844. خلفه ابن أخيه المنصور علي.